# Ranzano
Ranzano è una frazione del comune di Palanzano, in provincia di Parma.
La località dista 5,57 km dal capoluogo.

## Geografia fisica
Ranzano sorge alla quota di 609 m s.l.m. sulla riva destra del torrente Bardea, sulla sponda sinistra della val d'Enza.

## Origini del nome
Il toponimo della località ha probabile origine prediale, da Rancius o Rantius, forse derivato dal latino Aurantianum, in riferimento al romano Auranzio che si sarebbe stabilito in zona in epoca imprecisata.

## Storia
La zona di Ranzano risultava abitata già in epoca romana, come testimoniato dal rinvenimento di un pozzo risalente all'incirca al I secolo, durante uno scavo effettuato nel 1978 nei pressi della canonica della chiesa di Santo Stefano.
In seguito, il territorio fu conquistato dai Longobardi e all'incirca tra il 568 e il 640 si trovò in prossimità del confine con l'impero bizantino.
Il borgo fu fondato in età medievale; la primitiva cappella vi fu eretta nel 1070, ma la più antica testimonianza documentale dell'esistenza di Ranzano risale al 1107, quando la località fu citata in un atto di emancipazione di un servo di nome Gualtiero da parte dei suoi padroni Rodolfo e Guglielmo di Vallisnera.
Nel 1319, con ventiquattro distinti atti, il signore di Felino Bonaccorso Ruggeri assegnò o confermò l'investitura, concessa dai suoi avi già un secolo prima, di diversi terreni ad alcuni abitanti di Ranzano, Pratopiano, Temporia e Ricò, i quali gli giurarono in cambio fedeltà; secondo alcuni storici, ciò dimostra che tra il XIII e il XIV secolo il territorio di quelle località probabilmente apparteneva in feudo alla famiglia Ruggeri.
Nel 1441 il duca di Milano Filippo Maria Visconti assegnò i feudi di Neviano, Ranzano, Pratopiano, Campora, Vezzano, Castelmozzano, San Martino di Mozzano, Urzano e Lupazzano a Paganino e Giorgio da Palù; tuttavia, l'anno seguente Giorgio non riuscì a versare la somma dovuta e l'investitura fu revocata. Il Duca incaricò il podestà di Parma Oldrado Lampugnani di governare i feudi per suo conto.
Negli anni seguenti la zona iniziò a essere citata in documenti come parte del feudo della Valle dei Cavalieri, dipendente dalla famiglia Vallisneri, che, già dal XIII secolo, aveva ottenuto una serie di privilegi da parte del Comune di Parma in riconoscenza del supporto militare prestato. Tuttavia, già nel 1448 la situazione mutò repentinamente, quando i parmigiani, aiutati dalle truppe dei conti Pier Maria II de' Rossi e Cristoforo I Torelli e del ramo reggiano dei Vallisneri, assaltarono e distrussero il castello del Castellaro, costringendo alla resa Jacopo Vallisneri; la Valle dei Cavalieri, pur conservando una serie di privilegi che si affievolirono col tempo, tornò a dipendere stabilmente dal Comune di Parma, che ne affidò l'amministrazione a podestà appositamente nominati.
La sede della podesteria e, dal XIX secolo, del comune si mantenne a Vairo fino al 1849, quando fu spostata a Palanzano.

## Monumenti e luoghi d'interesse

### Chiesa di Santo Stefano

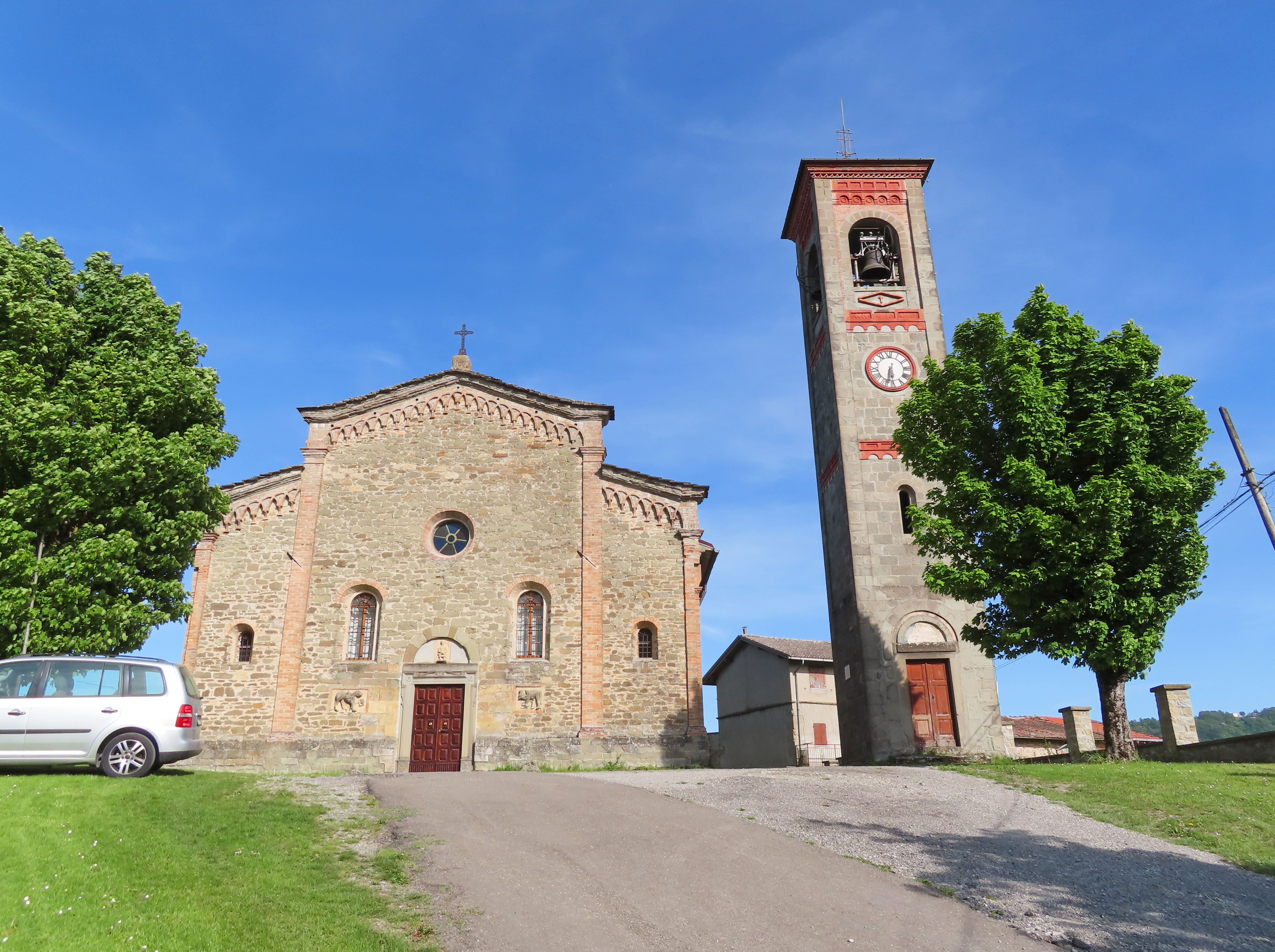
Chiesa di Santo Stefano

Costruita originariamente in forme romaniche nel 1070, la chiesa fu profondamente modificata tra il 1662 e il 1669; profondamente ristrutturata in stile neoromanico tra il 1908 e il 1921, nel 1936 fu dotata di un nuovo campanile; danneggiata dal terremoto del 2012, fu in seguito messa in sicurezza. L'edificio, sviluppato su una pianta a navata unica affiancata da due cappelle per lato, presenta una facciata a salienti in pietra, affiancata da un'alta torre campanaria; il luogo di culto conserva alcuni elementi romanici di pregio, in parte provenienti dalla distrutta chiesa di Santa Maria Maddalena di Roncarola, tra cui tre bassorilievi murati nel prospetto principale, le mensoline di sostegno degli archetti intrecciati della zona absidale e due capitelli dell'XI e XII secolo nel presbiterio.

### Mulino Valla
Costruito entro il XIX secolo, il mulino appartenne alla famiglia Valla dal 1838 al 1959; successivamente chiuso, cadde in stato di abbandono. Il complesso in rovina, semisepolto dalla vegetazione, è costituito da due distinti edifici posti su livelli diversi, attraverso i quali scorreva l'acqua per alimentare le macine orizzontali.

## Geografia antropica
La frazione risulta composta, oltre che dal centro principale di Ranzano, dalle località di Ca' Beretta, Campidelli, La Mora, Rivazzo e Tre Laghi.